# ۱۰۶ (قمری)
۱۰۶ (قمری)، صد و ششمین سال در گاهشماری هجری قمری است. اول محرم این سال برابر با دوم ژوئن سال ۷۲۴ میلادی است.